# Olaf Thorsen

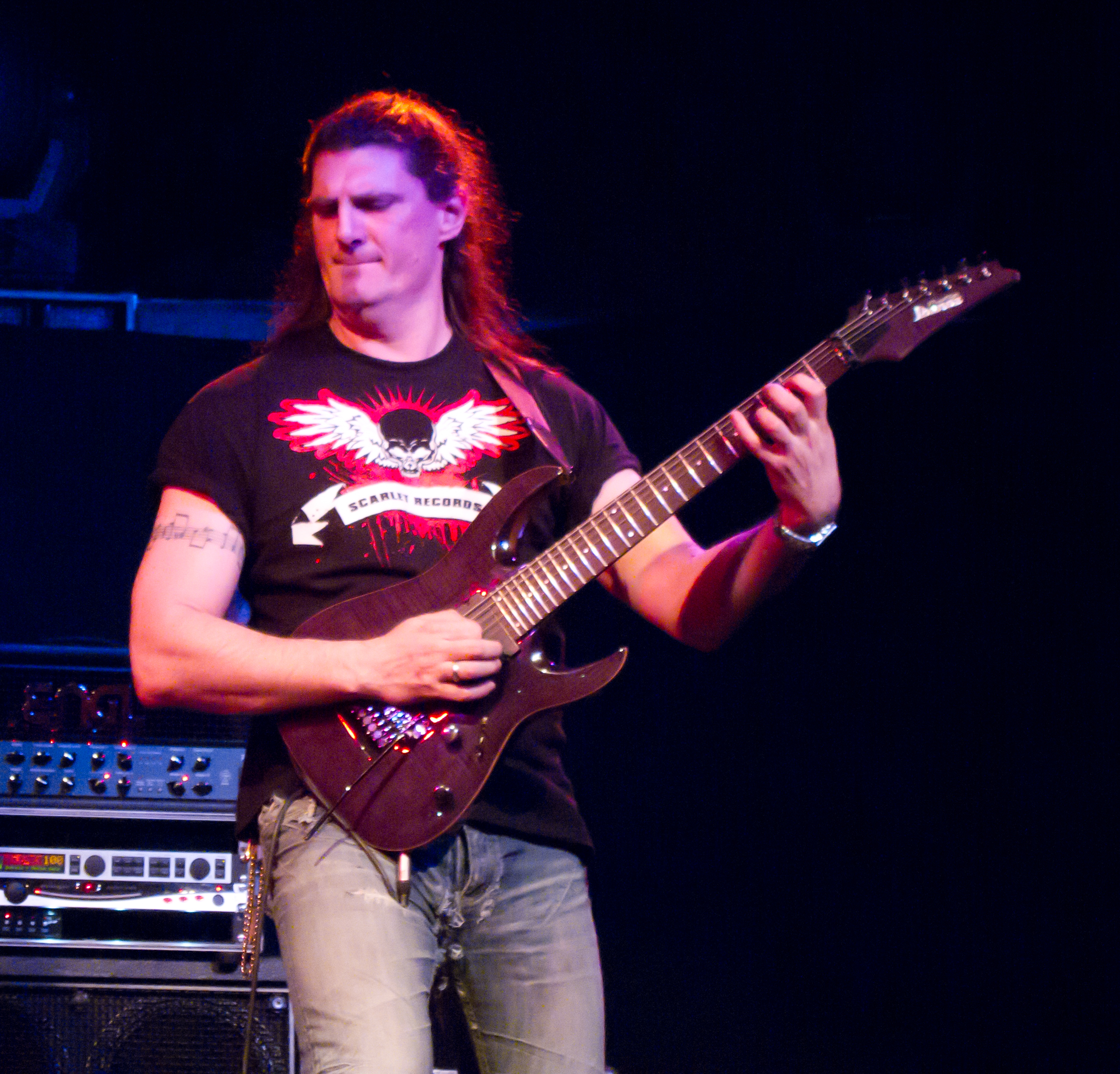
Olaf Thorsen in einem Konzert

Olaf Thorsen, auch Olaf Thörsen, (* 27. September 1971 in Viareggio (Italien) als Carloandrea Magnani) ist ein Metal-Gitarrist.

## Leben
Mit dem Gitarre-Spielen begann er erst im Alter von fast 20 Jahren. Nach einem begonnenen Studium moderner Fremdsprachen wechselte er jedoch bald zum Studium der Musik in Mailand und Florenz über. Seinen ersten Song schrieb er 1991 mit Salem. Seine erste Band war Labyrinth, die 1991 gegründet wurde. Seine jetzige Band ist Vision Divine, bei der er seit der Gründung 1999 Gitarre spielt. Dort ist auch Fabio Lione, sein ehemaliger Bandkollege von Labyrinth als Sänger tätig. Labyrinth verließ er 2001, um sich voll auf seine Band Vision Divine zu konzentrieren, die ursprünglich als Soloprojekt geplant war. Im Herbst 2009 wurde eine Wiedervereinigung von Olaf Thorsen mit Labyrinth verkündet. 2010 kam das neue gemeinsame Album „Return to Heaven Denied 2“ heraus. Es folgte eine Europatour als Gäste von Sonata Arctica, die von Februar bis Ende März 2011 stattfand und ihn auch nach Deutschland führte. Außerdem spielte er am 5. Juli 2010 als Vorband für Ozzy Osbourne und am 17. August 2010 für Iron Maiden. Für letztere soll er auch im Sommer 2011 als Support auf dem Sonisphere Festival auftreten.
Aktuell entsteht ein neues Album für Vision Divine, das die Band im Mai 2012 fertigstellen wird. Für den 1. Mai 2012 konnte Olaf Thorsen einen lang gehegten Traum verwirklichen und wird unter dem Motto „Italy's got voices“ zusammen mit seinen Freunden und Bandkollegen Fabio Lione (Vision Divine/Rhapsody of Fire), Roberto Tiranti (Labyrinth) und Morby (Domine) auf der Bühne stehen.
Als Lieblingslied gibt er Painkiller von Judas Priest an. Olafs Endorser sind seit Sommer 2010 Ibanez-Guitars und Engl-Amplifier. Bei „Brazen Guitars“ (Los Angeles) hat er seine eigene Gitarrenlinie „Fantasy Thorsen“.
Er lebt mit seiner Familie in Massa (Toskana).

## Diskografie

### Mit Labyrinth
- 1994 – Midnight Resistance
- 1995 – Piece of Time
- 1996 – No Limits
- 1998 – Return to Heaven Denied
- 1999 – Timeless Crime
- 2000 – Sons of Thunder
- 2010 – Return to Heaven Denied 2

### Mit Vision Divine
- 1999 – Vision Divine
- 2002 – Send Me An Angel
- 2004 – Stream of Consciousness
- 2005 – Stage of Consciousness (Live-DVD)
- 2005 – The Perfect Machine
- 2009 - 9 Degrees West of the Moon

### Beteiligung an anderen Alben
- 1997 – Shadow Of Steel: Shadow Of Steel
- 1998 – Eddy Antonini: When Water Became Ice
- 1999 – Skylark: Belzebu
- 2000 – Skylark: Divine Gates part 2: Gate of Heaven
- 2001 – Cydonia: Cydonia